# Johan Sparre (1616–1655)
Johan Sparre af Rossvik, född 6 oktober 1616 i Husby-Rekarne församling, Södermanlands län, död 1 maj 1655, var en svensk hovfunktionär.

## Biografi
Johan Sparre af Rossvik föddes 1616 på Rossviks gård i Husby-Rekarna församling. Han var son till ryttmästaren och ståthållaren Bengt Sparre af Rossvik på Stegeborgs slott och Kerstin Åkesdotter Bååt. Sparre blev 4 december 1628 student vid Uppsala universitet och blev senare kammarherre. Han avled 1655 och begravdes 17 februari 1656 i Sparregraven i Gladhammars kyrka.
Han skänkte 1643 en altartaval till Gladhammars kyrka och brudkrona till Västrums kyrka.

### Egendom
Sparre ägde Roma och Helgerum i Västrums socken och Sundsholm i Gladhammars socken.

### Familj
Sparre gifte sig 28 juli 1644 på Årnäs med sin svågers brorsdotter Emerentia Stake (1626–1676), dotter till landshövdingen Olof Stake och Anna Ribbing. De fick tillsammans barnen assessorn Bengt Ribbing (1646–1695), ryttmästaren Åke Sparre (1648–1676) vid Livregementet till häst, ryttmästaren Axel Sparre (1654–1684) och Christina Maria Sparre (1655–1690-talet) som var gift med amiralen och amiralitetsrådet friherre Claes Uggla och generalmajoren Carl Gustaf Roos af Hjelmsäter.